# The Chess Players
The Chess Players é uma pintura de gênero de 1876 do artista norte-americano Thomas Eakins (1844–1916). É uma pequena Óleo sobre tela retratando o pai de Eakins observando uma partida de xadrez. Os dois jogadores são Bertrand Gardel (esquerda), um professor de francês idoso, e de alguma forma o jovem George Holmes, um pintor. Os homens estão num escuro, num salão de festas Vitoriano almofadado em madeira com um tipo de luz que sugere um final de tarde. A partida está bem desenvolvida e muitas peças foram removidas do tabuleiro. Holmes, o mais jovem, parece estar vencendo a partida uma vez que capturou a Dama do seu oponente (cujo topo aparece na gaveta lateral da mesa), e sua Dama está bem posicionada no centro do tabuleiro. Eakins pintou o quadro para seu pai, e o assinou em Latim , "BENJAMINI. EAKINS. FILIUS. PINXIT. '76"—"o filho de Benjamin Eakins pintou isto"—em pequenas letras na gaveta da mesa. 
O autor Martin Berger analisou o contéudo da pintura em detalhes, encontrando uma evocação da passagem do tempo e relacionando com um significado altamente pessoal da vida de Eakins. O jogador jovem tenta matar o Rei do jogador mais velho numa analogia ao Complexo de Édipo.

## Galeria

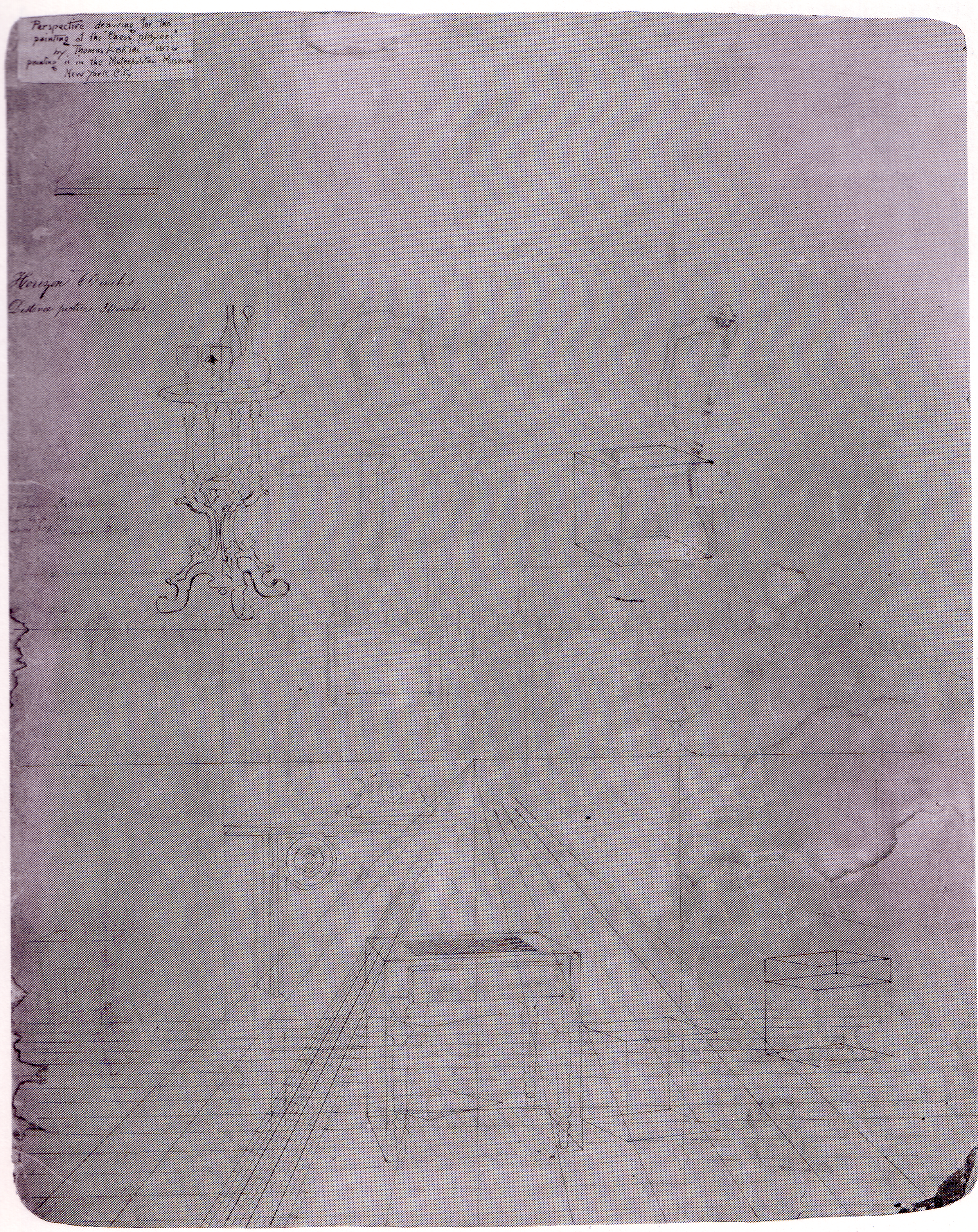
Desenho em perspectiva para  The Chess Players (1875-76), Metropolitan Museum of Art.
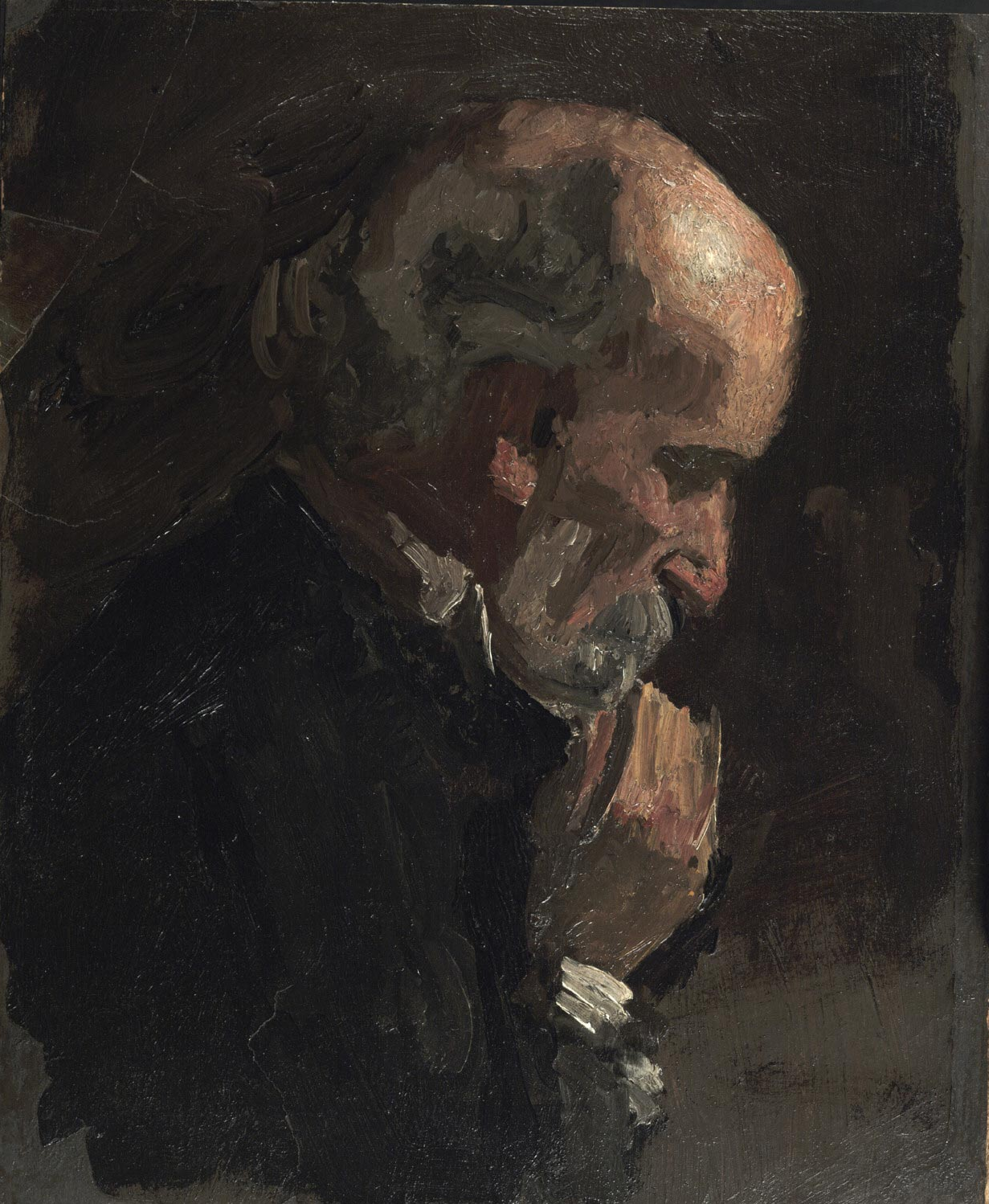
Estudo de Bertrand Gardel feito como preparação para The Chess Players, Museu de Arte da Filadélfia.
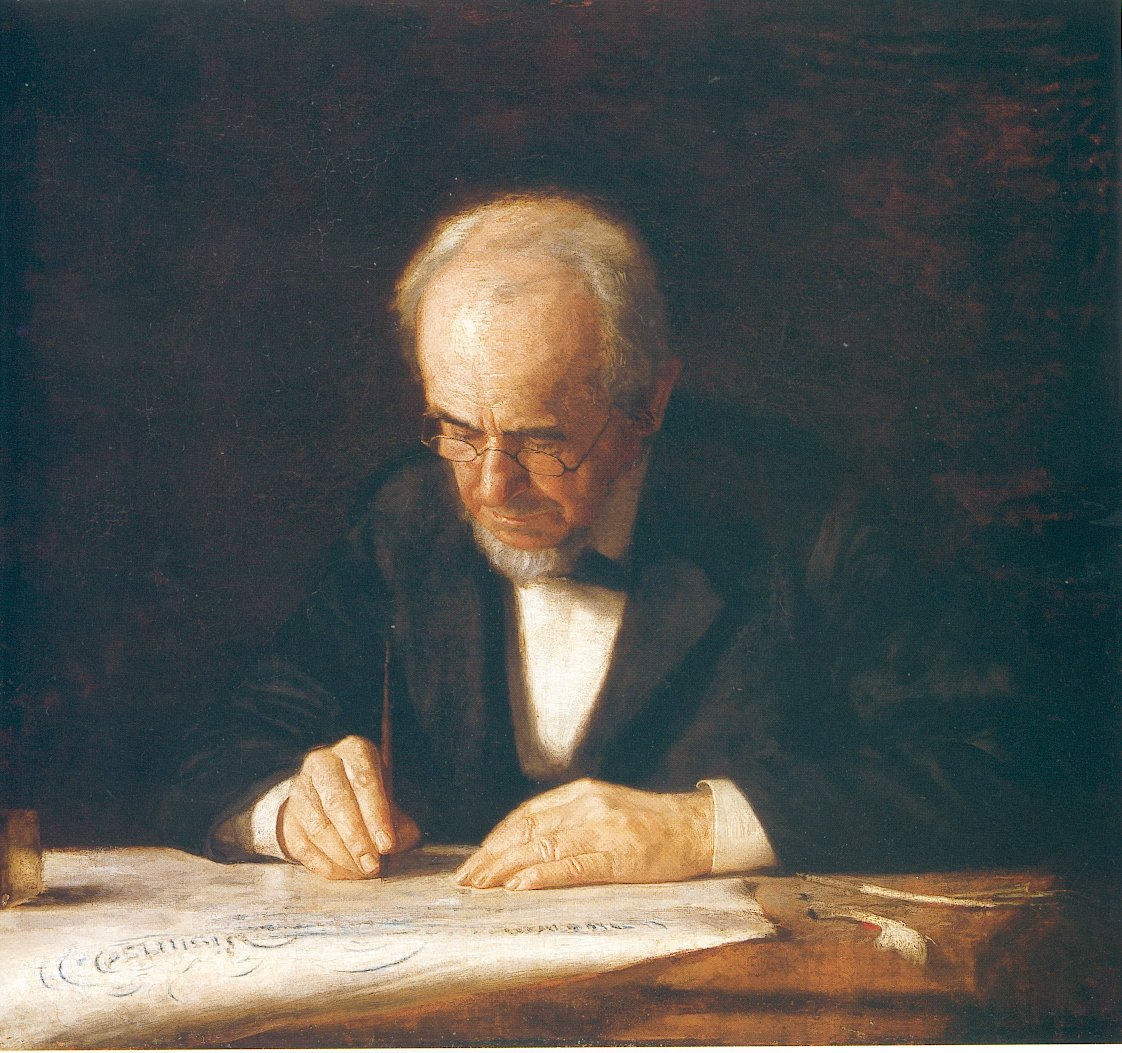
The Writing Master (1882), Metropolitan Museum of Art. Retrato do pai de Eakins.
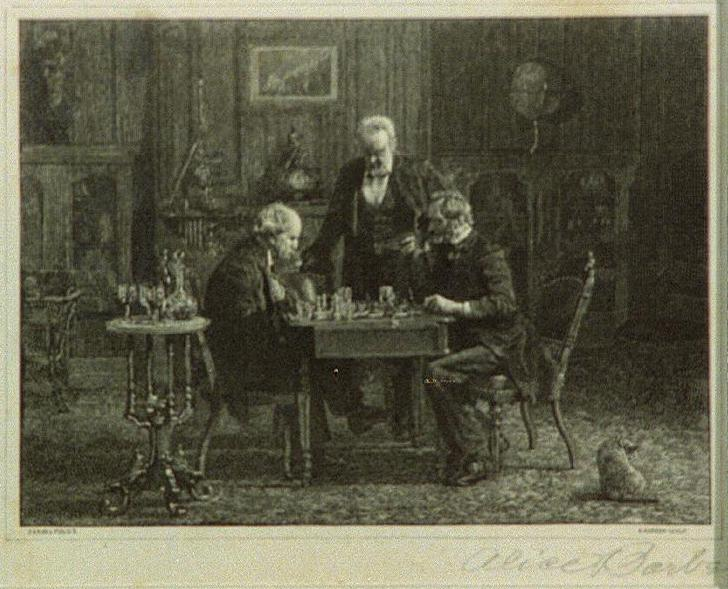
Gravura do The Chess Players pela estudante de Eakins, Alice Barber Stephens (c. 1880).